# ヒダティコス
ヒュダティウス（ラテン語: Hydatius、400年頃 - 469年頃）は、5世紀の西ローマ帝国末期のヒスパニア（現在のイベリア半島）の歴史家であり、聖職者である。アクアエ・フラウィアエ（現在のポルトガル、シャヴェス）の司教を務めたと考えられている。彼の著作は、西ローマ帝国末期のイベリア半島の動乱期を知る上で貴重な史料となっている。

## 生涯
ヒュダティウスは、400年頃にガリシア（現在のスペイン北西部）で生まれた。若い頃からキリスト教の信仰に篤く、聖職者の道を志した。417年には、高位聖職者であるアヴィトゥスと共に東方への巡礼に出発し、パレスチナで聖ヒエロニムスに会ったとされる。この経験が彼の後の著作活動に影響を与えた可能性が指摘されている。
427年頃には、故郷ガリシアのアクアエ・フラウィアエの司教に叙せられたとされている。当時、イベリア半島はスエビ族、ヴァンダル族、アラン族といったゲルマン諸族の侵入と定住によって激動の時代を迎えており、ヒュダティウスはそうした中で司教として共同体を導く役割を担った。彼は431年に、スエビ族の攻撃から自らの属する地域を守るため、西ローマ帝国の実力者フラウィウス・アエティウスに助けを求めたことが記録されている。アエティウスはフランク族との和平を成立させた後、ヒュダティウスをイベリアに送り帰した。
彼の生涯の終わりは明確には記録されていないが、彼の年代記が468年で終わっていることから、469年頃に死去したと考えられている。彼は生涯を通じて、故郷ガリシアの動乱を間近で目撃し、その出来事を克明に記録することに努めた。

## 著作
ヒュダティウスの主要な著作は、その生涯をかけて編纂された『年代記（Chronicon）』である。この年代記は、379年から468年までの期間を対象とし、主にイベリア半島、特にガリシアにおける出来事を詳細に記述している。当時の他の年代記が、より広範なローマ世界の出来事を網羅しようとしたのに対し、ヒュダティウスの年代記は、彼の生きた地域の視点から記されている点が特徴である。
年代記は、ユダヤ教の創造からコンスタンティノープルの陥落までの世界の歴史を記したヒエロニムスの年代記の継続として位置づけられる。ヒュダティウスは、先行する年代記を引き継ぎつつ、自らが経験した出来事を加え、特にゲルマン諸族の侵入、ローマ帝国の衰退、キリスト教の教義上の論争などに焦点を当てている。彼の記述は、時に神学的、終末論的な視点を含み、当時の混乱を神の摂理として解釈する傾向が見られる。

## 歴史的意義
ヒュダティウスの『年代記』は、西ローマ帝国末期のイベリア半島史における最も重要な史料の一つとして評価されている。特に、スエビ族の動向、ヴァンダル族の北アフリカへの移動、西ゴート族のイベリア半島への進出など、この地域のゲルマン諸族の活動に関する記述は、他の史料では得られない貴重な情報を含んでいる。
また、彼の年代記は、単なる事実の羅列に留まらず、当時の人々の感情、不安、そしてキリスト教信仰が彼らの世界観に与えた影響を垣間見せるものでもある。彼は、ローマ帝国の崩壊と蛮族の襲来を、キリスト教的な観点から解釈し、終末の兆候と捉えていたことが伺える。
しかし、彼の年代記には、時に誤情報や年代の混同が見られることも指摘されている。例えば、東ローマ皇帝マルキアヌスがフン族を撃退するために軍隊を派遣したという記述は、アッティラに対するアエティウスの軍事行動と、ドナウ川におけるフン族に対するマルキアヌスの軍事行動を混同したものと考えられている。これらの点は、史料批判の対象となるが、その地域的な視点と詳細な記述は、西ローマ帝国末期の地方史研究において不可欠な史料としての価値を揺るがすものではない。